# Elyptron schroderi
Elyptron schroderi là một loài bướm đêm trong họ Noctuidae.